# Pat Rice

Rice (a destra), capitano dell'Arsenal, saluta Furino della Juventus prima della semifinale di ritorno della Coppa delle Coppe. Torino, 23 aprile 1980

Patrick James Rice, detto Pat (Belfast, 17 marzo 1949), è un ex calciatore e allenatore di calcio nordirlandese, di ruolo difensore.

## Palmarès

### Giocatore

#### Club

##### Competizioni nazionali
- Campionato inglese: 1

Arsenal: 1970-1971
- Coppa d'Inghilterra: 2

Arsenal: 1970-1971, 1978-1979

##### Competizioni internazionali
- Coppa delle Fiere: 1

Arsenal: 1969-1970